# Capelle-lès-Hesdin
Capelle-lès-Hesdin is een gemeente in het Franse departement Pas-de-Calais (regio Hauts-de-France) en telt 407 inwoners (1999). De plaats maakt deel uit van het arrondissement Montreuil.

## Geografie
De oppervlakte van Capelle-lès-Hesdin bedraagt 5,6 km², de bevolkingsdichtheid is 72,7 inwoners per km².
De onderstaande kaart toont de ligging van Capelle-lès-Hesdin met de belangrijkste infrastructuur en aangrenzende gemeenten.

## Demografie
Onderstaande figuur toont het verloop van het inwonertal (bron: INSEE-tellingen).